# Grammica salina
Grammica salina là một loài thực vật có hoa trong họ Bìm bìm. Loài này được (Engelm.) Roy L. Taylor & MacBryde mô tả khoa học đầu tiên năm 1978.